# Michel Pêcheux
Michel Pêcheux (1938-1983) foi um filósofo francês. É considerado um dos fundadores da análise do discurso, especialmente em sua linha materialista e francesa.

## Biografia
Estudou filosofia na École normale supérieure (1959-63), junto do filósofo Louis Althusser, que exerceu uma grande influência em seus estudos. Em 1966, começou suas atividades no Departamento de Psicologia do Centre National de la Recherche Scientifique, do qual chegou a ser diretor de pesquisas. Precursor da Análise de Discurso (AD) desenvolvida na França entre as décadas de 1960 e 1970, juntamente com um coletivo de colaboradores, teorizou, sobretudo, acerca da materialidade do discurso. Por um lado, dando continuidade às elaborações teóricas de Louis Althusser (1918-1990), por outro, contrapondo-se à Análise do Discurso influenciada por Harris e trabalhada por Dubois em Nanterre, Pêcheux conceituou o discurso enquanto uma determinada forma de materialidade (histórico  e linguística) diretamente imbricada com a materialidade ideológica, propondo uma ‘semântica do discurso’. 
A grande novidade que as teorias de Althusser e Pêcheux trouxeram foi a de romper com uma concepção de ideologia como simples reflexo da instância econômica e com uma concepção de linguagem como instrumento de comunicação e língua enquanto sistema anquilosado a uma sintaxe suturada. A especificidade e irredutibilidade das formações ideológicas e discursivas permitiram a delimitação de um novo campo de estudos para a linguística de base materialista. Uma vez que a ideologia não é somente um espelho (com seus efeitos de simples inversão e distorção da imagem “real”) da luta de classes de base econômica, mas possui um modo de funcionamento específico, ela demanda um dispositivo de análise adequado a seu estudo. Esse dispositivo se construiu a partir das pesquisas acerca da produção de sentido (semântica materialista) dos discursos – entendidos enquanto a materialidade característica às formações ideológicas.
A Análise de Discurso se distinguiu então, na perspectiva do materialismo histórico, por se ocupar de uma realidade peculiar, dotada de uma regularidade e um modo de funcionamento irredutíveis. Dessa forma, o objeto de estudo da AD se diferencia e suas pesquisas ganham autonomia em relação a outros campos como o das formações econômicas e sociais. Ainda que essa autonomia seja relativa, e a AD se sirva de chaves conceituais externas ao seu campo (como: luta de classes, enunciado, imaginário, resistência). As descrições e interpretações de discursos têm como uma de suas bases as ciências da linguagem e a linguística estrutural que propõem uma concepção de língua como opaca, equívoca e com uma regularidade interna própria (teoria do valor de Saussure).  
Na perspectiva das ciências linguísticas, a AD permite uma abordagem alternativa para a compreensão de fenômenos de ordem semântica. A abordagem materialista proposta por Pêcheux na década de 1960 desencadeou uma trajetória acidentada mas profícua, com contínuas retificações, ajustes, desvios e retomadas.
O discurso, objeto  de estudos da AD, segundo Pêcheux, cruza a via do acontecimento, o da estrutura e o da tensão entre descrição e interpretação da análise do discurso.
"As palavras, expressões, proposições, etc., mudam de sentido segundo as posições sustentadas por aqueles que as empregam, o que quer dizer que elas adquirem seu sentido em referência a essas posições, isto é, em referência às formações ideológicas (...) nas quais essas posições se inscrevem. Chamaremos, então, formação discursiva aquilo que, numa formação ideológica dada, isto é, a partir de uma posição dada numa conjuntura dada, determinada pelo estado da luta de classes, determina o que pode e deve ser dito (articulado sob a forma de uma arenga, de um sermão, de um panfleto, de uma exposição, de um programa, etc.)."(Semântica e Discurso, 1975, p.160)